# Палена (річка)

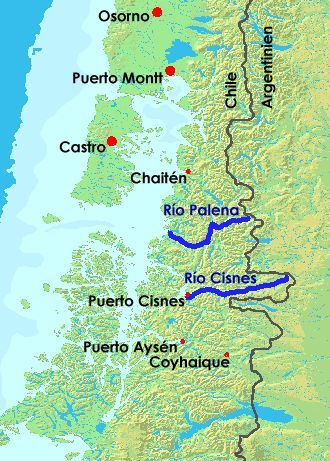
Річки Сіснес і Палена (аргентинська частина річки не позначена) на карті регіону Айсен.

Пале́на (ісп. Palena) — річка в Патагонії, що тече по території Аргентини і Чилі. На території Аргентини носить назву Карренлєуфу́ (ісп. Carrenleufú) і Коркова́до (ісп. Corcovado).

## Географія
Річка бере початок в озері Палена (аргентинська назва — Хенераль-Вінтер) на висоті 930 метрів. Витік розташовується у східній (аргентинській) частині озера. Палена тече по території провінції Чубут спочатку на схід, потім повертає на північ, далі — на північний захід, поблизу Ель-Корковадо повертає на захід, перетинає кордон з Чилі поблизу селища Палена. Основні притоки на території Аргентини — Йело, Фріо, Греда й Енкуентро, остання утворює частину аргентино-чилійського кордону.
В Чилі тече спочатку на південний захід по території провінції Палена регіону Лос-Лагос, потім повертає на північ, утворює невелику ділянку кордону з регіоном Айсен, потім впирається в гори і круто повертає на південь, тече по території провінції Айсен, приймає притоки Сальто, Росселот, Рісопатрон і повертає на захід. Неподалік свого гирла тече на північний захід, останню велику притоку, річку Мілімою, приймає в декількох кілометрах від місця свого впадання в затоку Корковадо.

## Гідрографія
Загальна площа басейну річки становить 12867 км², причому 56,5 % або 7281 км² знаходиться на території Чилі, а 5586 км² — на території Аргентини. Довжина річки становить 240 км.
Біля свого витоку річка має стабільний режим, так як озеро Палена регулює її стік, проте в середній і нижній течії сильно залежить від повноводності своїх приток, яка, у свою чергу, зав'язана на кількість опадів, тому коливання рівня води в річці сильно залежать від сезону і можуть досягати семи метрів.
Річка судноплавна для маломірних суден в нижній течії впродовж 40 км.
Існує проект будівництва ГЕС на річці.

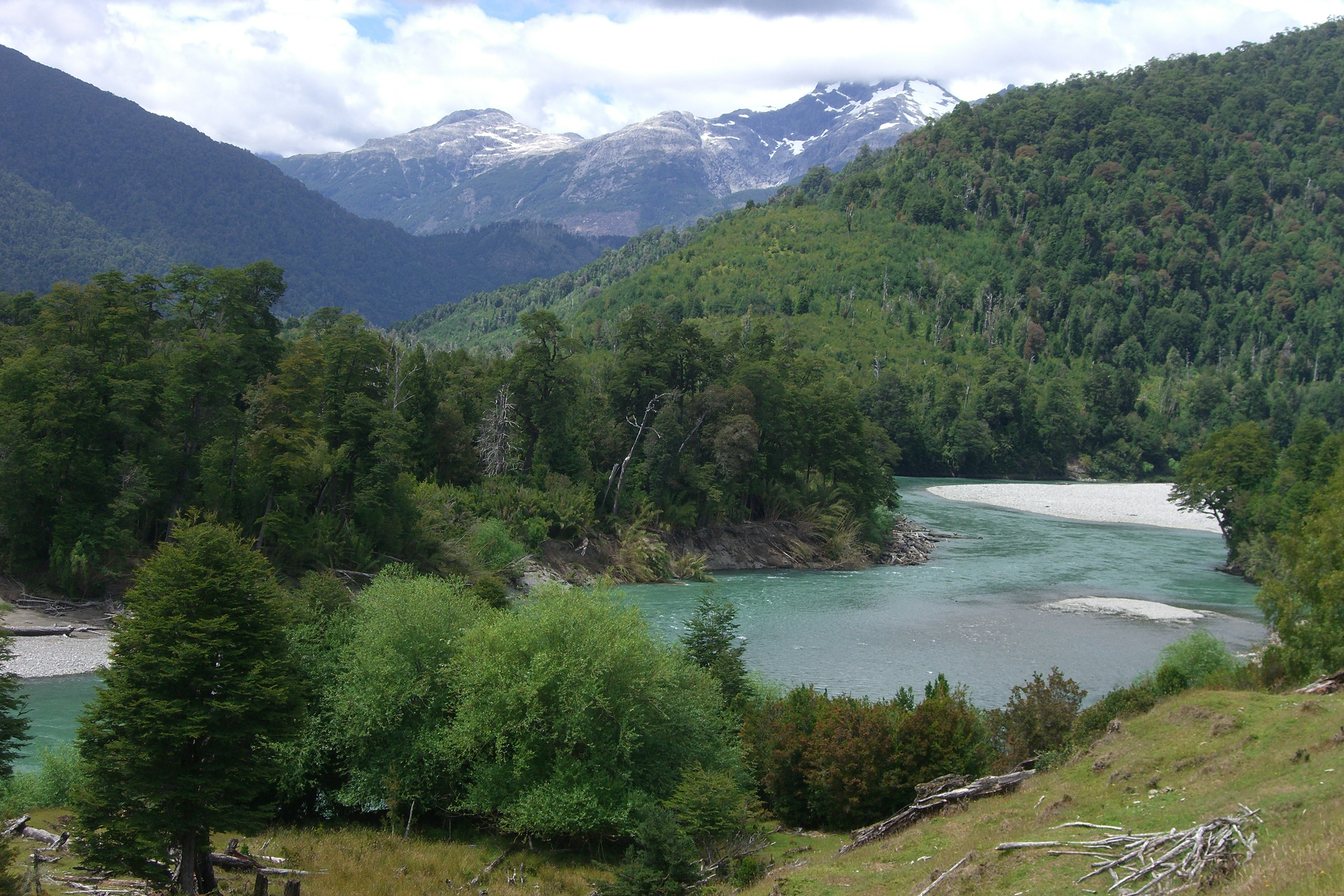
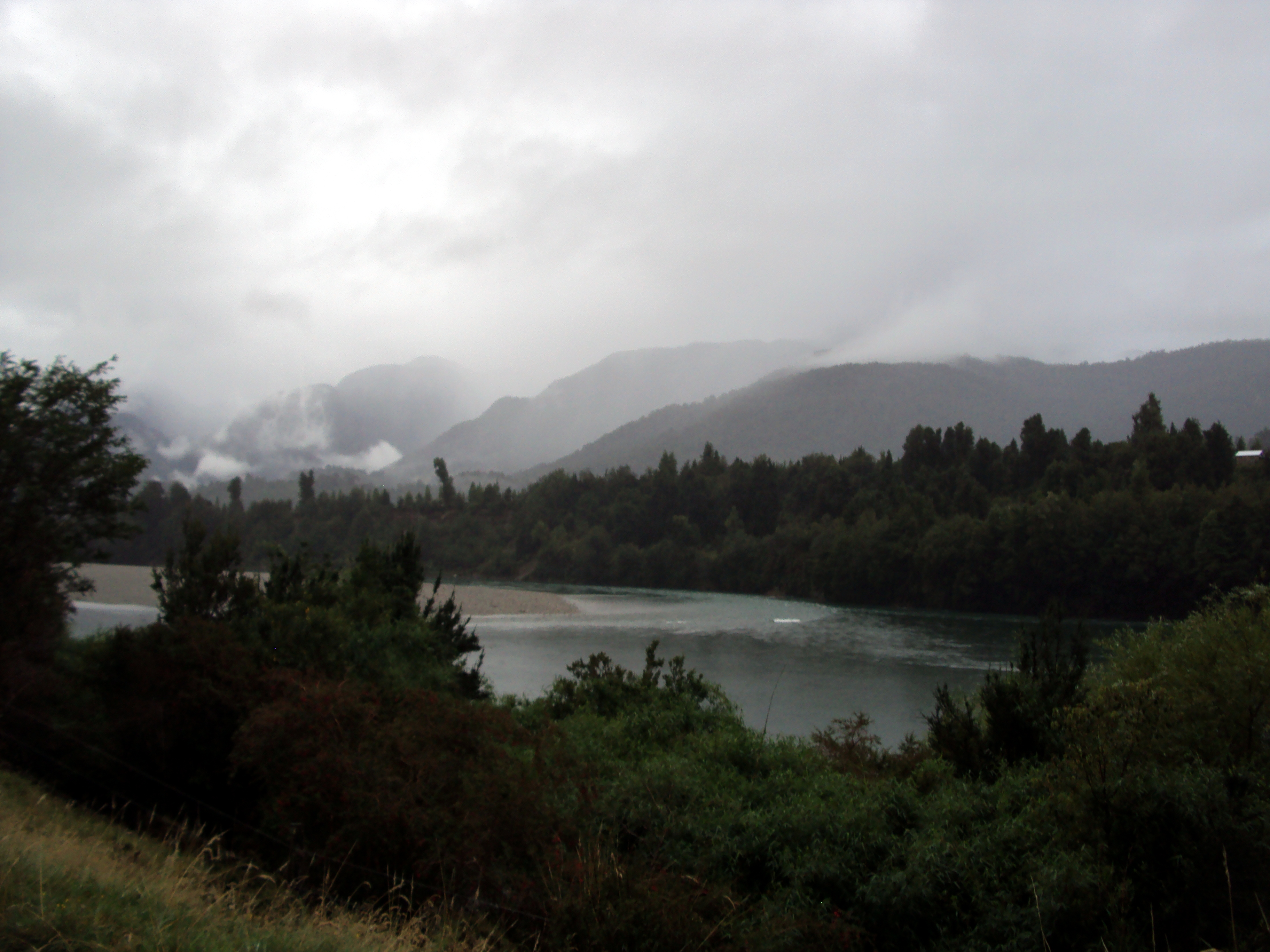
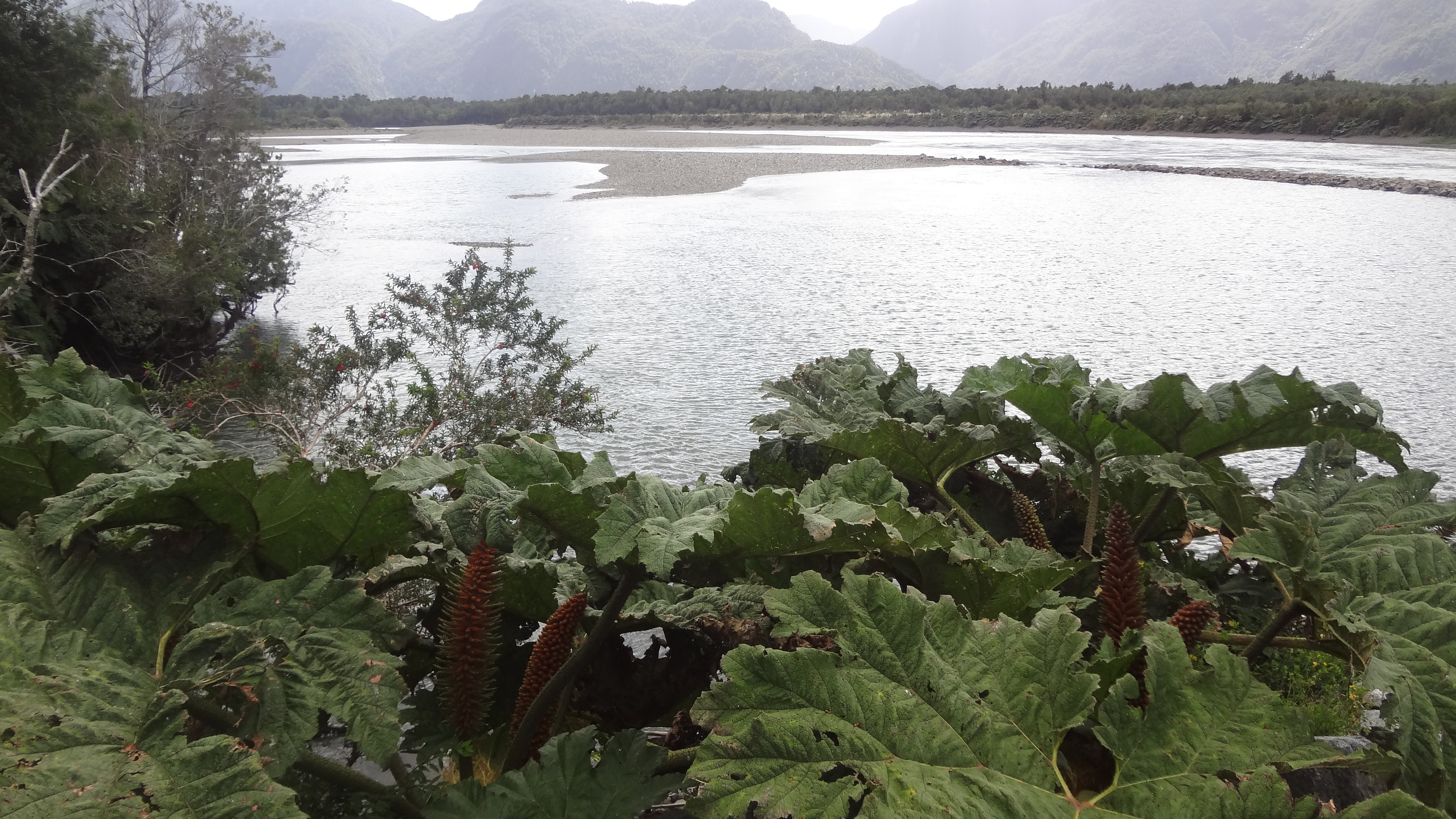
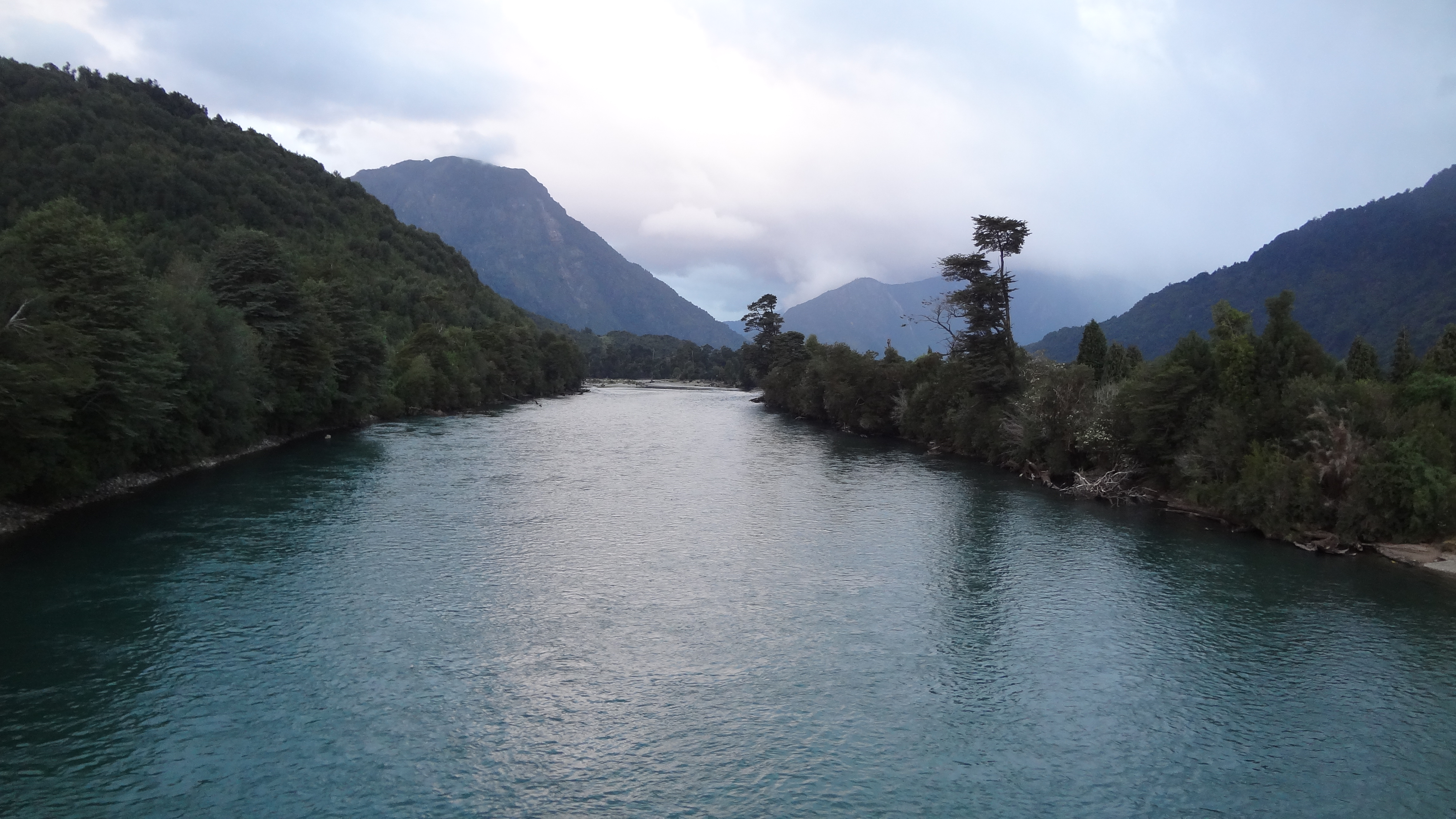
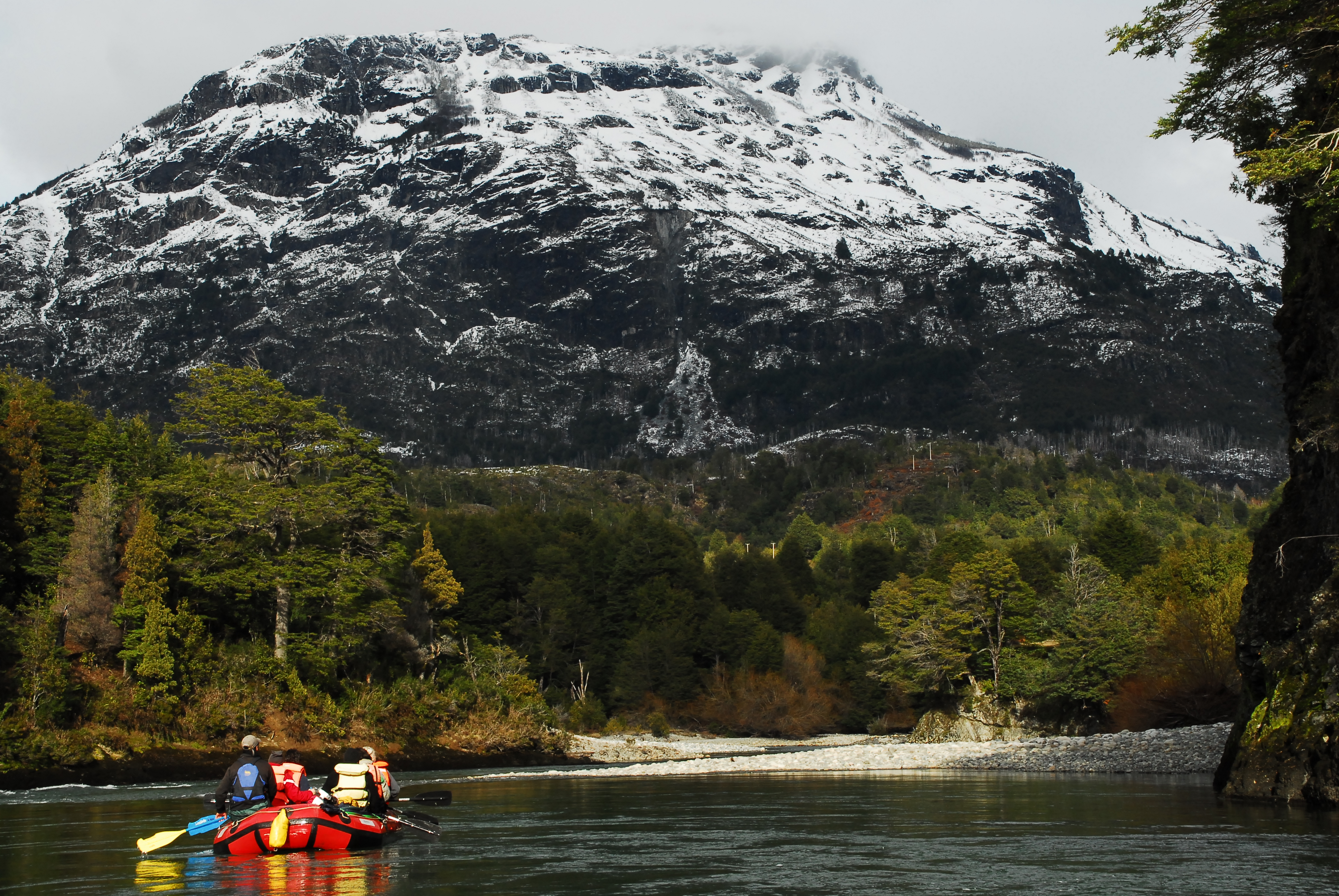
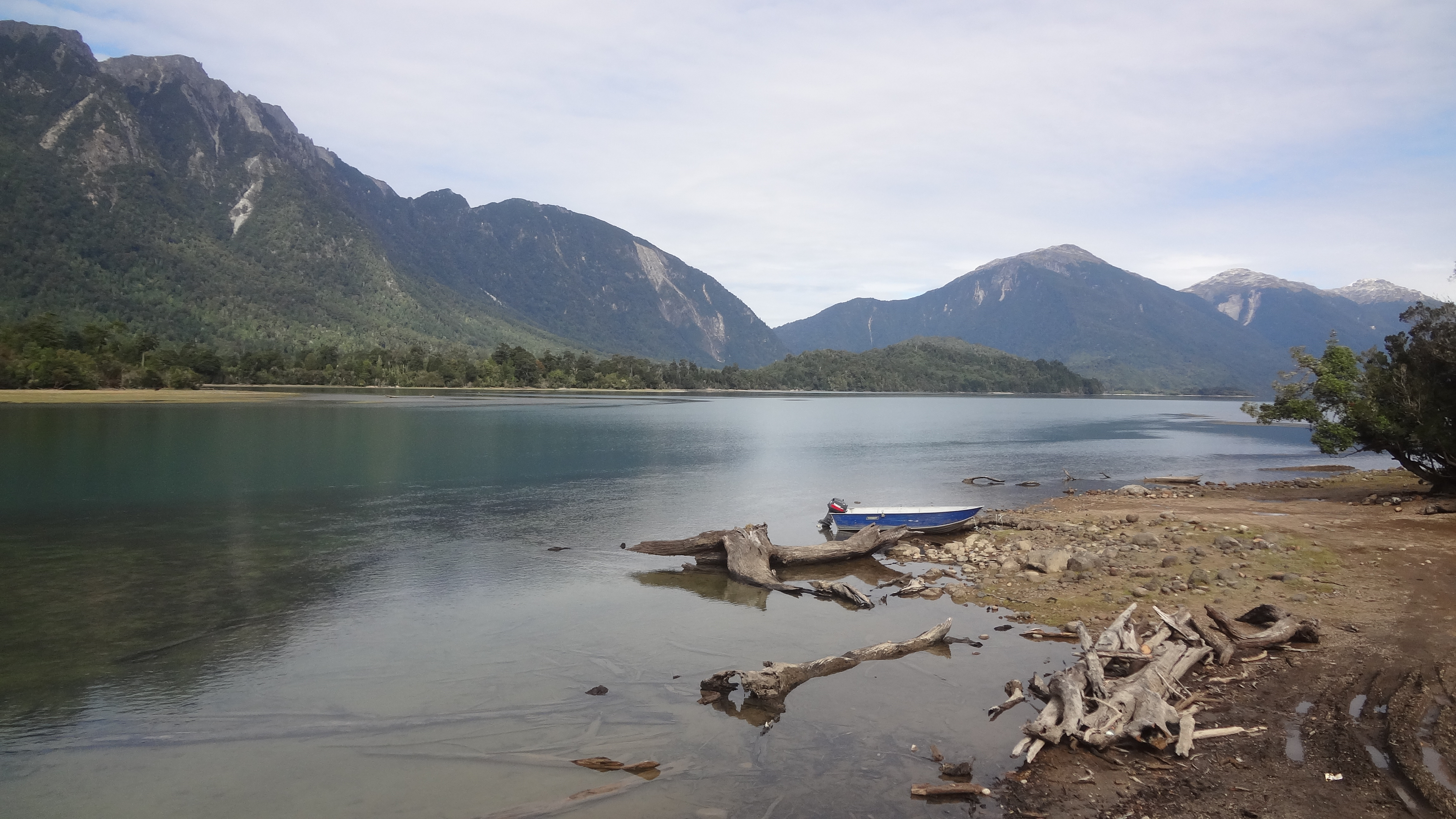